# ATP Challenger Hersonissos
Das ATP Challenger Hersonissos (offizieller Name: Crete Challenger) ist ein seit 2025 ausgetragenes Tennisturnier auf Kreta, Griechenland. Es ist Teil der ATP Challenger Tour und wird im Freien auf Hartplatz ausgetragen.

## Liste der Sieger

### Einzel
| Jahr     | Sieger           | Finalgegner   | Ergebnis              |
| -------- | ---------------- | ------------- | --------------------- |
| 2025 (4) |                  |               | Austragung ab 18.8.25 |
| 2025 (3) | Rafael Jódar     | Dan Added     | 6:4, 6:2              |
| 2025 (2) | Dimitar Kusmanow | Federico Cinà | 6:4, 6:2              |
| 2025 (1) | Edas Butvilas    | Stuart Parker | 6:3, 6:3              |

### Doppel
| Jahr     | Sieger                                   | Finalgegner                   | Ergebnis              |
| -------- | ---------------------------------------- | ----------------------------- | --------------------- |
| 2025 (4) |                                          |                               | Austragung ab 18.8.25 |
| 2025 (3) | Filippo Moroni Stuart Parker             | Dan Added Arthur Reymond      | 6:4, 6:4              |
| 2025 (2) | Stefanos Sakellaridis Petros Tsitsipas   | Ilja Simakin Kelsey Stevenson | 6:2, 6:2              |
| 2025 (1) | Juan Carlos Prado Ángelo Mark Whitehouse | Dennis Novak Zsombor Piros    | 7:62, 6:2             |